# Norman Cyril Jones
Norman Cyril Jones (Cheshire, anni 1890 – dopo il 1º aprile 1974) è stato un aviatore britannico.
Il capitano Norman Cyril Jones era un asso dell'aviazione britannico durante la prima guerra mondiale. Fu accreditato con nove vittorie aeree.

## Biografia
Norman Cyril Jones è nato a Cheshire, in Inghilterra. La sua data di nascita è sconosciuta; tuttavia, avrebbe dovuto essere nato prima del 1897 per essere abbastanza vecchio da essere incaricato nell'esercito all'inizio della prima guerra mondiale nel 1914.

## Prima guerra mondiale
Jones fu nominato sottotenente nella seconda brigata del Lancashire orientale il 14 settembre 1914. Fu promosso tenente alla Royal Horse and Field Artillery il 1º giugno 1916.
L'8 giugno 1917, il sottotenente pilota Jones fu nominato Flying officer nel Royal Flying Corps. Dal 21 giugno al 19 agosto 1917 fu inviato nel No. 71 Squadron RFC mentre si trovava nel Warwickshire. Alla fine del 1917 fu assegnato al No. 28 Squadron RFC in Italia. Ha segnato la sua prima vittoria aerea mentre era con loro, il 25 gennaio 1918.
Il 30 gennaio 1918 Jones fu nominato Flight commander con il grado provvisorio di capitano. Successivamente si è trasferito al No. 45 Squadron RAF dove ha ripreso la sua serie vincente il 19 maggio 1918. Avrebbe raggiunto il suo risultato a nove entro il 21 agosto 1918.
Ha guadagnato la Distinguished Flying Cross (Regno Unito) per il suo servizio coraggioso. È stato pubblicato il 21 settembre 1918:
"Un valoroso ed abile condottiero di pattuglie che ha avuto successo in molte occasioni contro formazioni nemiche numericamente superiori, il capitano Jones ha personalmente abbattuto sei aerei nemici quest'anno."
Inutile dire che la citazione del premio era basata su informazioni incomplete, come mostra la lista delle vittorie di Jones.

## Il dopoguerra
Il 23 gennaio 1919, Jones fu inserito nell'elenco dei non occupati della RAF. Il suo incarico alla RAF si concluse e fu restituito al Royal Horse ed al Royal Field Artillery of the Territorial Force. Ha lasciato il suo incarico il 30 settembre 1921.
Quando Jones lasciò l'esercito, si trasferì nel mondo degli affari. Fu coinvolto nella riorganizzazione degli affari di famiglia nel marzo 1920, che stabilì John Jones come Presidente del consiglio di amministrazione.

## Seconda guerra mondiale
Si è riunito alla RAF per la seconda guerra mondiale; il 23 febbraio 1941 diventa Pilot officer sostituto per "la durata delle ostilità ...." Nonostante i suoi doveri militari, fu un rappresentante personale della tenuta di John Jenkyn Jones, deceduto il 30 novembre 1943.
Jones si è ritirato dalla ditta di Cox & Deakin il 1 aprile 1974.

## Riferimenti
- Franks, Norman Sopwith Camel Aces of World War 1: Volume 52 of Aircraft of the Aces. Osprey Publishing, 2003. ISBN 1-84176-534-1, ISBN 978-1-84176-534-1.